# Stonechute Gully
Die Stonechute Gully (englisch für Steinrutschenschlucht) ist eine steilwandige Schlucht an der Ostküste von Signy Island im Archipel der Südlichen Orkneyinseln. Sie liegt westlich der Factory Bluffs und führt nach Nordosten zur Factory Cove.
Der Falkland Islands Dependencies Survey nahm zwischen 1947 und 1950 Vermessungen vor. Luftaufnahmen entstanden 1968 durch die Royal Navy. Das UK Antarctic Place-Names Committee benannte die Schlucht 2004.